# Tía Amanda
«Tía Amanda» es una canción compuesta en 1997 por el músico argentino Luis Alberto Spinetta, interpretada por la banda Spinetta y los Socios del Desierto en el álbum Estrelicia MTV Unplugged de 1997, segundo de la banda y 26º en el que tiene participación decisiva Spinetta. 
Spinetta y los Socios del Desierto fue un trío integrado por Marcelo Torres (bajo), Daniel Wirtz (batería) y Luis Alberto Spinetta (guitarra y voz). En el recital unplugged de MTV la banda estuvo acompañada por el Mono Fontana (teclados) y Nico Cota (percusión).

## Contexto
El tema pertenece al álbum que registró el recital de Spinetta transmitido en octubre de 1997 en el célebre programa MTV unplugged. Spinetta se presentó con su banda Spinetta y los Socios del Desierto, que integró junto a Marcelo Torres (bajo) y Daniel Wirtz (batería). El trío fue acompañado en esa ocasión por el Mono Fontana (teclados) y Nico Cota (percusión). Spinetta realizó también algunos temas como solista.
Ese mismo año Spinetta había logrado doblegar a la industria discográfica, que durante dos años se había negado a reconocer el valor que Spinetta reclamaba por el álbum doble Spinetta y los Socios del Desierto, grabado en 1995, además de pretender limitarlo a un solo disco, álbum que sería considerado como una "cumbre" de la última etapa creativa de Luis Alberto Spinetta.
El recital coincide con un momento del mundo caracterizado por el auge de la globalización y en Argentina coincide con un momento de profundo cambio social, con la aparición de la desocupación de masas -luego de más de medio siglo sin conocer el fenómeno, la criminalidad -casi inexistente hasta ese momento-, la desaparición de la famosa clase media argentina y la aparición de una sociedad fracturada, con un enorme sector precario y marginado, que fue la contracara del pequeño sector beneficiado que se autodenominó como los "ricos y famosos". A ese entorno desolador se refería Spinetta cuando hablaba del "desierto".
Con respecto a su vida personal, en 1995 Spinetta había establecido una relación amorosa con Carolina Peleritti, que lo llevó a divorciarse en medio del acoso de la prensa amarilla, llegando a aparecer durante una persecución en la que no pudo eludir a los fotógrafos, con un cartel colgado al cuello en el que decía "Leer basura daña la salud; lea libros", obligando así a los fotógrafos a publicar ese mensaje. En 1997 la relación con Peleritti ya era pública y se extendería hasta 1999.

## El tema
Es el decimoprimer track del CD y es uno de los seis temas inéditos que Spinetta ejecutó en el recital unplugged de la MTV. La canción está sostenida por una constante repetición de una melodía disonante de tres notas, la-mi-re, que le da un clima hipnótico. La letra se refiere a la muerte de la tía Amanda y la memoria que su vida deja en el poeta:

Y tía Amanda escapó
por la pendiente azul que da
hacia el amanecer.

Y si vieras las mareas surgir,
y si vieras como apuntan al sol,
vas buscando un río,
un paraíso eterno hacia allá.

Sueña y sueña que nadie te mira,
sueña y sueña que nadie nos mira.

Y antes de las luces del despertar,
antes de las luces de las ciudades,
antes de los tóxicos que no se irán,
yo veré tu imagen preciosa,
suspendida en la tierra.
"Tía Amanda" (fragmento)

El poeta cordobés Rogelio Rubén Almada eligió este tema como una de las cinco canciones preferidas de Spinetta:

Tal vez ningún crítico la considere como una de las mejores creaciones de Spinetta, pero hay algo hipnótico en esa canción. Recuerdo haber fumado infinidad de cigarrillos escuchándola una y otra vez. Hay una sensación de despertar, de alumbrar que la hace bellísima.
Rogelio Rubén Almada

Spinetta utiliza el color azul para describir la pendiente que siguió la tía Amanda hacia el amanecer. El azul es un color que se reitera en las letras, tapas y contratapas de la obra de Spinetta («A estos hombres tristes», «Cometa azul», «Cantata de puentes amarillos», «Bomba azul», «Preciosa dama azul», «Rasgar el alma», «Iris»). En 1984 Spinetta reflexionaba sobre el color azul que había utilizado en «A estos hombres tristes» ("vive de azul, porque azul no tienes domingo"), en el primer álbum de Almendra:

Después de Submarino amarillo, el azul pasó a ser un color interdicto para la felicidad, pero eso no quita que sea un hermoso color, y poder decir que, teniendo un color, se podía quebrar ese domingo argentino tremendo.
Luis Alberto Spinetta

La referencia de Spinetta al color azul, como un color prohibido para la felicidad después de Submarino amarillo, se refiere a la película de dibujos animados de los Beatles. Allí aparecen los "malditos azules" (The Blue Meanies), que odian la música, el color, y la alegría, haciendo de Pepperland (Pimientalandia) un mundo azul y triste.